# Chapelle Notre-Dame de Kergrist
La chapelle Notre-Dame de Kergrist est une chapelle située à Paimpol, sur le territoire de l'ancienne commune de Plounez, dans le département des Côtes-d'Armor.

## Historique
La chapelle est rectangulaire, avec un ajout au nord d'une chapelle à l'aplomb du chœur. Elle est entourée d'un placître et d'un calvaire  du XVIe siècle. La chapelle possède une fontaine, au nord ouest. Elle aurait remplacé un édifice plus ancien bâti vers le VIIIe siècle par une communauté religieuse.
Les éléments les plus anciens de la chapelle sont une porte du XVe siècle et une fenêtre du XVIe siècle, mais la majorité de la chapelle remonte principalement au XVIIIe siècle. L’édifice actuel a été consacrée le 10 avril 1603 par l’évêque de Saint-Brieuc assisté de l’abbé de Beauport.
À la Révolution française, la chapelle et son cimetière sont vendus comme bien national à un cultivateur. Elle est rendue au culte en 1807 et fait l’objet d’une importante restauration en 1868.
La chapelle contient trois autels, respectivement consacrés à Notre-Dame de Kergrist, sainte Philomène et Notre-Dame du Yaudet (une des trois représentations de la Vierge couchée du département, avec celle de Lanrivain et celle de Ploulec'h). Il convient également de remarquer un tableau représentant l’évangéliste saint Marc et  un  tableau  nommé « le ménage de la Sainte-Famille » représentant la Vierge préparant la bouillie tandis que Joseph berce l’Enfant Jésus. Enfin, un ensemble de statues provient de la chapelle Saint-Julien, aujourd’hui disparue.
La chapelle Notre-Dame de Kergrist fait l’objet d’une inscription au titre des monuments historiques depuis le 12 mai 1969. La croix de la chapelle avait auparavant fait l'objet d'une inscription au titre des Monuments historiques le 16 novembre 1964.
Le grand pardon est célébré en mai. Il existait autrefois un petit pardon célébré en août.